# 黒手組 (江戸川乱歩)
『黒手組』（くろてぐみ）は、1925年（大正14年）に発表された江戸川乱歩の短編探偵小説。明智小五郎シリーズの3作目。博文館の探偵小説雑誌『新青年』の1925年3月号に掲載され、『心理試験』に始まる6ヶ月連続短編掲載の2作目にあたる。

## あらすじ
「私」の伯父の娘、富美子が「黒手組」という有名な盗賊団に誘拐された。事の起こりは十三日、夜になっても娘が家に帰らなかった。方々探してみたが、本人はもちろん手がかりさえ見つからない。すると翌日、書生の牧田が黒手組からの脅迫状を持ってきた。伯父は身代金の一万円を払うことにしたが、約束の時間になっても富美子は開放されない。警察へ連絡したが、伯父は安心できないので「私」を通じて明智小五郎に依頼をする。明智は翌日の朝早くから動き始め、二日間で富美子を取り戻したと連絡があった。明智は事件の真相は、「黒手組」との約束で明かすことはできないと言う。伯父の屋敷を出たあとに「私」は真相を聞いてみると、実は「黒手組」とは関係のない事件だった。
真実は、富美子が行方不明になったことは誘拐事件ではなく、駆け落ちしただけという。駆け落ち相手は信じる宗教の違いで屋敷を出入り禁止にされた服部時雄だった。身代金の要求は牧田が便乗した犯行だった。牧田は好きな女の身請けのためにどうしても金が必要だったという。明智は謝礼金を「私」に託し、牧田にあげるよう頼んだ。

## 主要登場人物
「私」
本作品の語り手。D坂の殺人事件の主人公と同一人物。
明智小五郎
名探偵。D坂のころと同じく煙草屋の二階に下宿している。
伯父
二、三の相当な会社の重役なども勤めている資産家で、熱心な日蓮宗の宗徒。
富美子
「私」の伯父の娘。誘拐される。
服部時雄
富美子の恋人。キリスト教信者。
牧田
「私」の伯父の書生。小男。
黒手組
賊徒の一団。

## 評価
江戸川乱歩によれば、「暗号がただむずかしいばかりで、味もそっけもなく、同じ暗号小説でも、『二銭銅貨』とは比べものにならない。もしこの作に取りえがあるとすれば、足跡の謎の部分であろう。」という。（桃源社版『江戸川乱歩全集』の「あとがき」）

## テレビドラマ
『シリーズ・江戸川乱歩短編集II 妖しい愛の物語 黒手組』
（2016年12月27日放送、NHK BSプレミアム）
キャスト：
- 明智小五郎：満島ひかり
- 私：田中圭
- 伯父：つのだ☆ひろ
- 伯母：ミッツ・マングローブ
- 富美子：仁村紗和
- 牧田：矢部太郎

## 収録作品
- 集英社文庫『明智小五郎事件簿 1』平山雄一・編（2016年）